# Municipio de Central Point
El municipio de Central Point (en inglés: Central Point Township) es un municipio ubicado en el condado de Day en el estado estadounidense de Dakota del Sur. En el año 2010 tenía una población de 88 habitantes y una densidad poblacional de 0,83 personas por km².

## Geografía
El municipio de Central Point se encuentra ubicado en las coordenadas 45°17′24″N 97°17′46″O / 45.29000, -97.29611. Según la Oficina del Censo de los Estados Unidos, el municipio tiene una superficie total de 105.91 km², de la cual 88,93 km² corresponden a tierra firme y (16,03 %) 16,98 km² es agua.

## Demografía
Según el censo de 2010, había 88 personas residiendo en el municipio de Central Point. La densidad de población era de 0,83 hab./km². De los 88 habitantes, el municipio de Central Point estaba compuesto por el 95,45 % blancos, el 4,55 % eran amerindios. Del total de la población el 0 % eran hispanos o latinos de cualquier raza.